# Letnie Mistrzostwa Finlandii w Skokach Narciarskich 2022
Letnie Mistrzostwa Finlandii w skokach narciarskich 2022 – zawody rozgrywane o mistrzostwo Finlandii na igelicie. Rozegrane zostały w dniach 10–11 września w Lahti na kompleksie skoczni Salpausselkä.
Mistrzostwo w kategorii mężczyzn wywalczył Eetu Nousiainen wyprzedzając o 13,6 pkt drugiego Anttiego Aalto. Trzecie miejsce zajął Vilho Palosaari straciwszy do miejsca wyżej ponad trzydzieści punktów. W zawodach wystartowało w sumie dwudziestu dwóch zawodników, w tym jeden reprezentant Estonii Artti Aigro.
Wśród kobiet mistrzostwo zdobyła Jenny Rautionaho. Z ponad czterdziestopunktową stratą na drugim miejscu uplasowała się Julia Kykkänen. Trzecie miejsce w konkursie zajęła Sofia Mattila. Do konkursu przystąpiło łącznie jedenaście zawodniczek.
Zmagania juniorów w kategorii mężczyzn padły łupem Valtteriego Holopainena. Drugie miejsce wywalczył Tuomas Meis, a trzecie – Tuomas Kinnunen. Wystartowało ośmiu zawodników.
Mistrzynią wśród juniorek została Heta Hirvonen. Drugie oraz trzecie miejsce zajęły kolejno Sofia Mattila i Emilia Vidgren. Sklasyfikowano sześć zawodniczek.

## Wyniki

### Seniorzy

#### Mężczyźni – 10 września 2022 – HS130
| Msc. | Zawodnik           | Klub                   | I seria | II seria | Punkty |
| ---- | ------------------ | ---------------------- | ------- | -------- | ------ |
| 1.   | Eetu Nousiainen    | Puijon HS              | 128,5 m | 118,0 m  | 261,5  |
| 2.   | Antti Aalto        | Kiteen Urheilijat      | 129,5 m | 115,5 m  | 258,8  |
| –    | Artti Aigro        | EST                    | 127,5 m | 115,0 m  | 247,9  |
| 3.   | Vilho Palosaari    | Kuusamon Erä-Veikot    | 117,5 m | 106,5 m  | 217,5  |
| 4.   | Eetu Meriläinen    | Jyväskylän HS          | 123,5 m | 96,5 m   | 203,4  |
| 5.   | Arttu Pohjola      | Puijon HS              | 121,5 m | 98,0 m   | 201,5  |
| 6.   | Jarkko Määttä      | Kainuun HS             | 110,0 m | 108,5 m  | 198,7  |
| 7.   | Ilkka Herola       | Puijon HS              | 113,5 m | 101,0 m  | 191,0  |
| 8.   | Kalle Heikkinen    | Kuusamon Erä-Veikot    | 115,0 m | 96,0 m   | 183,7  |
| 9.   | Leevi Mutru        | Lahden HS              | 109,5 m | 95,0 m   | 173,0  |
| 10.  | Kasperi Valto      | Lahden HS              | 101,5 m | 102,0 m  | 166,7  |
| 11.  | Timi Heiskanen     | Ounasvaaran HS         | 104,0 m | 97,0 m   | 164,2  |
| 12.  | Tuomas Kinnunen    | Lahden HS              | 103,5 m | 90,0 m   | 151,2  |
| 13.  | Onni Kasperi Sivén | Lahden HS              | 100,5 m | 94,5 m   | 148,9  |
| 14.  | Tomas Kuisma       | Puijon HS              | 102,0 m | 92,0 m   | 148,6  |
| 15.  | Henri Kavilo       | Puijon HS              | 103,0 m | 90,0 m   | 146,8  |
| 16.  | Kalle Törmänen     | Kuusamon Erä-Veikot    | 95,0 m  | 88,0 m   | 128,8  |
| 17.  | Rasmus Ähtävä      | Vuokattisport Club     | 94,5 m  | 84,0 m   | 119,2  |
| 18.  | Paavo Romppainen   | Seinäjoen HS           | 84,0 m  | 90,0 m   | 108,6  |
| 19.  | Tuomas Meis        | Siilinjärven Ponnistus | 91,5 m  | 80,0 m   | 103,6  |
| 20.  | Riku Vartiainen    | Puijon HS              | 81,0 m  | 70,0 m   | 60,7   |
| 21.  | Mico Ahonen        | Lahden HS              | 93,0 m  | DNS      | 45,6   |
| –    | Niklas Malacinski  | Ounasvaaran HS         | DNS     | DNS      | 0,0    |
| –    | Niko Kytösaho      | Lahden HS              | DNS     | DNS      | 0,0    |

#### Kobiety – 10 września 2022 – HS100
| Msc. | Zawodniczka         | Klub                    | I seria | II seria | Punkty |
| ---- | ------------------- | ----------------------- | ------- | -------- | ------ |
| 1.   | Jenny Rautionaho    | Ounasvaaran HS          | 95,5 m  | 94,0 m   | 244,5  |
| 2.   | Julia Kykkänen      | Helsingin Mäkihyppääjät | 88,0 m  | 79,5 m   | 201,5  |
| 3.   | Sofia Mattila       | Jokilaakson Mäkiseura   | 79,5 m  | 76,0 m   | 172,0  |
| 4.   | Minja Korhonen      | Siilinjärven Ponnistus  | 76,0 m  | 78,0 m   | 168,0  |
| 5.   | Annika Malacinski   | Ounasvaaran HS          | 77,0 m  | 72,0 m   | 155,0  |
| 6.   | Alva Thors          | Vörå IF                 | 72,5 m  | 70,5 m   | 142,0  |
| 7.   | Emilia Vidgren      | Lahden HS               | 68,5 m  | 70,0 m   | 132,5  |
| 8.   | Heta Hirvonen       | Lahden HS               | 67,0 m  | 70,0 m   | 127,0  |
| 9.   | Julia Tervahartiala | Lahden HS               | 67,0 m  | 64,0 m   | 115,5  |
| 10.  | Vilma Meis          | Siilinjärven Ponnistus  | 60,0 m  | 64,0 m   | 96,5   |
| 11.  | Anna Kerko          | Helsingin Mäkihyppääjät | DSQ     | 64,0 m   | 53,5   |

### Juniorzy

#### Mężczyźni – 10 września 2022 – HS100
| Msc. | Zawodnik            | Klub                   | I seria | II seria | Punkty |
| ---- | ------------------- | ---------------------- | ------- | -------- | ------ |
| 1.   | Valtteri Holopainen | Siilinjärven Ponnistus | 95,0 m  | 90,0 m   | 238,0  |
| 2.   | Tuomas Meis         | Siilinjärven Ponnistus | 92,0 m  | 90,0 m   | 229,5  |
| 3.   | Tuomas Kinnunen     | Lahden HS              | 88,0 m  | 87,0 m   | 215,5  |
| 4.   | Eemeli Kurttila     | Taivalkosken Kuohu     | 89,0 m  | 85,0 m   | 211,0  |
| 5.   | Peter Räisänen      | Taivalkosken Kuohu     | 72,0 m  | 72,0 m   | 141,0  |
| 6.   | Eetu Pulju          | Ounasvaaran HS         | 72,0 m  | 73,0 m   | 140,5  |
| 7.   | Riku Vartiainen     | Puijon HS              | 74,0 m  | 67,0 m   | 133,0  |
| 8.   | Veeti Hyvärinen     | Siilinjärven Ponnistus | 72,0 m  | 64,5 m   | 126,5  |
| –    | Jere Kukkonen       | Lahden HS              | DNS     | DNS      | 0,0    |

#### Kobiety – 10 września 2022 – HS70
| Msc. | Zawodniczka    | Klub                   | I seria | II seria | Punkty |
| ---- | -------------- | ---------------------- | ------- | -------- | ------ |
| 1.   | Heta Hirvonen  | Lahden HS              | 62,0 m  | 65,5 m   | 224,8  |
| 2.   | Sofia Mattila  | Jokilaakson Mäkiseura  | 62,0 m  | 63,0 m   | 214,8  |
| 3.   | Emilia Vidgren | Lahden HS              | 59,5 m  | 54,5 m   | 186,9  |
| 4.   | Julia Äikiä    | Jyväskylän HS          | 55,0 m  | 56,0 m   | 175,7  |
| 5.   | Oosa Thure     | Siilinjärven Ponnistus | 53,0 m  | 53,0 m   | 163,2  |
| 6.   | Lumia Nurmela  | Ounasvaaran HS         | 38,0 m  | 40,5 m   | 87,2   |